# 台中市公車238路
台中市公車238路目前行駛自豐原轉運中心經神岡市區、臺中國際機場、沙鹿市區、梧棲市區到臺中港郵局。

## 歷史
- 2013年1月1日：將6522路移撥為臺中市公車238路。
- 2014年5月30日：增設「清泉派出所」。
- 2015年10月31日：「犁份」更名為「犁分」。
- 2016年3月15日：增設「下寮里」、「下寮社區」。
- 2016年10月16日：配合臺中鐵路高架化第一階段通車，調整行駛動線至「豐原東站」原「和平街」、「豐原」、「頂街」裁撤。
- 2016年10月24日：「臺中航空站」更名為「臺中國際機場」。
- 2017年3月26日：配合豐原區「向陽路地下道填平工程」道路管制禁止通行，改道為「中正路－三豐路－圓環北路－豐勢路－豐原東站」，改道後行經之既有站位皆停靠。
- 2017年6月16日：增設「體育館前」並將「童綜合醫院」更名為「童綜合醫院（梧棲院區）」。
- 2017年8月20日：「豐原郵局」更名為「臺灣企銀（豐原郵局）」。
- 2017年9月11日：配合豐原區「向陽路地下道填平工程」施作完成，恢復原營運路線行駛。
- 2018年4月13日：將「沙鹿光田醫院」往臺中港郵局方向站位裁撤。
- 2018年5月16日：增設「中清文化路口」，並將「福樂新城」往豐原方向之站位裁撤。
- 2018年5月28日：「三條圳」更名為「臺灣大道民和路口」。
- 2019年4月1日：「沙鹿火車站」更名為「沙鹿車站」。
- 2019年9月21日：配合豐原東站轉運中心興建施工，「豐原東站」下車地點調整至「豐原東站臨時下車站」站牌處(豐陽路150號旁)。
- 2019年10月1日：調整部分班次發車時刻。
- 2019年11月30日：調整部分班次發車時刻。
- 2021年6月30日：「國都飯店」更名為「再生能源處」。
- 2023年10月20日：於大雅區增停「中清清泉路口」；「體育館前」更名為「中港高中（臺灣大道）」。

## 路線基本資料
全程行車里數約28.2公里，全程行車時間約1小時15分。往臺中港郵局69站，往豐原轉運中心69站。
本路線自豐原轉運中心起，經豐原區豐陽路、向陽路、中正路、神岡區中山路、神岡路、中正路、中山路、和平路、大雅區和平路、中清路五段、沙鹿區中清路六段、中航路一段到臺中國際機場後，再折返回中航路一段、中清路七段、三民路、中山路、沙田路、鎮南路二段、光華路、臺灣大道七段、梧棲區臺灣大道八、九段、梧棲路、梧北路、大智路二段、四維路到臺中港郵局。

### 時刻表
- 時刻表僅供參考，請以豐原客運網站公告為準。
- 時刻表更新時間為2025年4月18日。

| 台中市公車238路平/假日時刻列表 | 台中市公車238路平/假日時刻列表 | 台中市公車238路平/假日時刻列表 | 台中市公車238路平/假日時刻列表 |
| ------------------------------ | ------------------------------ | ------------------------------ | ------------------------------ |
| 豐原轉運中心開時刻             | 豐原轉運中心開備註             | 臺中港郵局開時刻               | 臺中港郵局開備註               |
| 08:20                          | -                              | 05:50                          | -                              |
| 14:10                          | -                              | 09:55                          | -                              |
| 17:30                          | -                              | 15:45                          | -                              |
| 19:00                          | -                              | 17:20                          | -                              |
| 20:25                          | -                              | 19:00                          | -                              |
| 22:50                          | -                              | 21:40                          | -                              |

### 停站
- 參見右側站牌路線圖。

### 收費
- 依里程計費；刷電子票證10公里免費。
- 里程計費說明：
  - 基本里程：10公里。
  - 基本里程票價全票20元、半票11元。
  - 超過基本里程（10公里）計費方式：
    - 全票=[2.431 x 搭乘里程數x （1+5%營業稅）] （四捨五入）
    - 半票=[2.431 x 搭乘里程數x （1+5%營業稅）] x 50% （四捨五入）

  - 兒童、老人、身心障礙者及其陪伴者依規定半票收費。